# Demetrius Calip
Demetrius Calip (Flint, 18 novembre 1969 – 5 febbraio 2023) è stato un cestista statunitense, professionista nella NBA.
Era il cugino di Desmon Farmer.

## Palmarès
- Campione NCAA (1989)